# M1117 Armored Security Vehicle

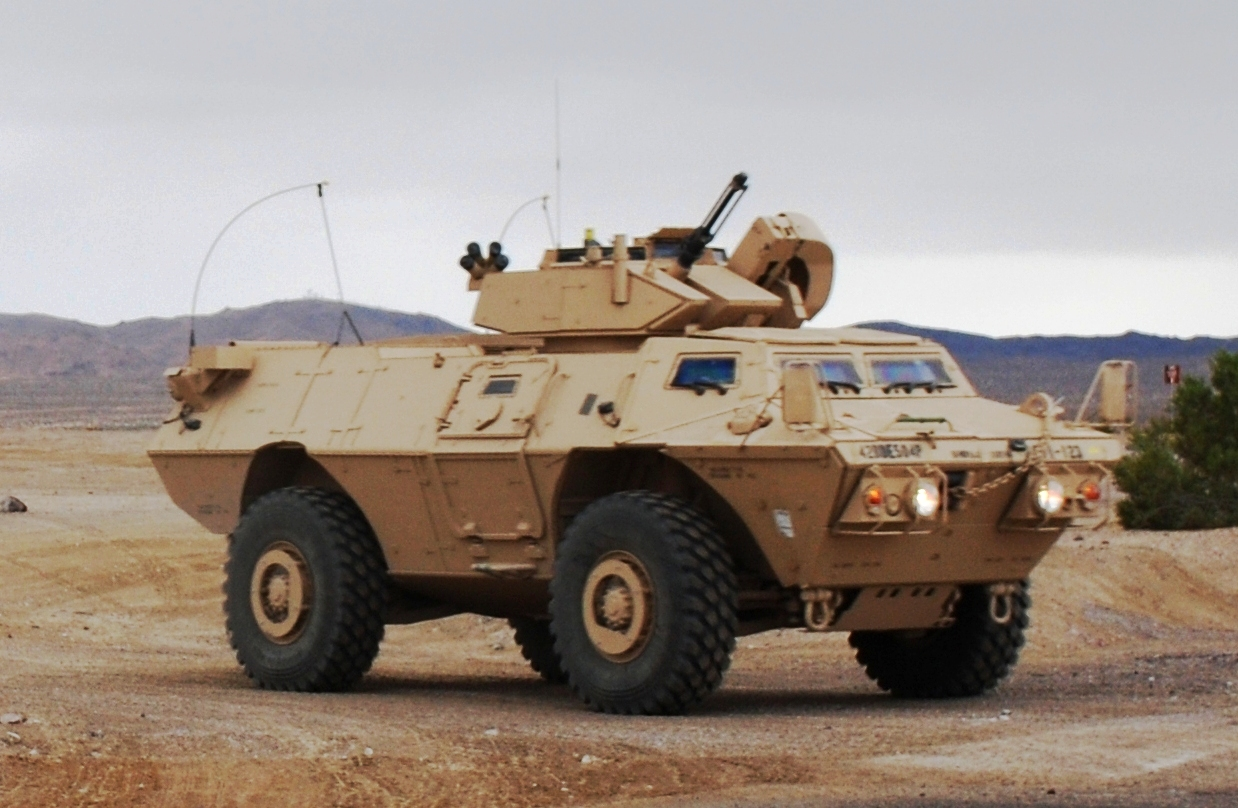
M1117 у національному тренувальному центрі форт Ірвін

M1117 Guardian Armored Security Vehicle — бронетранспортер виробництва Textron Marine & Land Systems для використання корпусом військової поліції армії США.
Озброєння складається з гранатомета Mk 19 та кулемета M2HB Browning, які встановлені на башті як і на машинах корпусу Морської піхоти США Amphibious Assault Vehicle; і кулемет M240H встановлений зовні біля люку стрільця.
Машина використовувалася американською військовою поліцією, а також для захисту конвоїв у Іраку та Афганістану.
Має кращий захист та озброєння в порівнянні з HMMWV, котрий був розроблений без використання броньового захисту.

## Історія

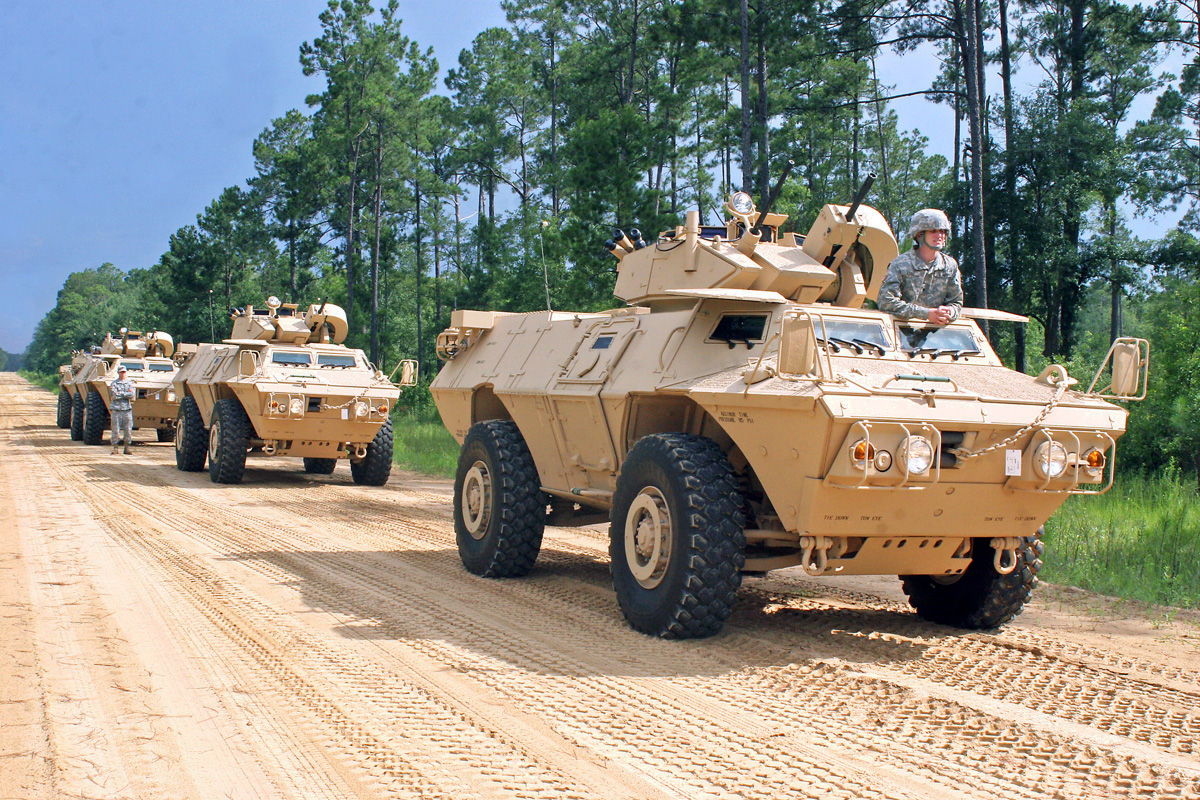
Національна Гвардія Армії США M1117 Armored Security Vehicles у форті Стюарт, Джорджія у червні 2010.

У 1980-ті американська військова доктрина була спрямована на два типи військового обладнання. Танки та бойові машини піхоти були на чолі бойових порядків, а не броньовані машини використовувалися як транспортні. У 1993 участь у битві при Могадишо на Humvees без бронювання, призвела до розробки броньованих моделей. Багато генералів піддавали сумнівам їх переваги, але корпус військової поліції, який мав завдання патрулювати «безпечні» тилові території, наполягав на армійському фінансуванні виробництва кулестійких M1114 Humvee.
У 1999 армія США почала обмежені закупівлі M1117 (оригінальні ASV-150) для корпусу військової поліції. Цей БТР спеціального призначення було розроблено компанією Cadillac Gage на основі машин сімейства Commando, чия бронетехніка використовувалася для охорони баз під час війну у В'єтнамі. ASV 150 є покращеною версією машин Cadillac Gage 100/150, з покращених броньовим захистом і кращою маневреністю завдяки використанню незалежно підвіски Timoney.
БТР використовує покращений модульний набір бронювання розробки IBD Deisenroth Engineering, який складається з керамічних плит ззовні і підбою всередині. Вартість кожного M1117 становила $800,000, що було набагато дорожче за M1114 вартість якого становила $140,000. Вони пройшли польові випробування у підрозділах військової поліції у Косово, загалом у 709-му батальйоні військової поліції. Програму було закрито у 2002 через інші бюджетні пріоритети. В армії Сполучених Штатів вважали, що існуючі транспортні засоби можуть бути використані без «неприйнятного рівня ризику». На початок війну в Іраку у 2003, на службі знаходилося 49 БТРів, і майже усі вони були на озброєнні у військової поліції. Першим підрозділом ВП який використав їх у бойовій зоні став 527-й підрозділ ВП і деякі підрозділи 720-го батальйону . Проте, використання саморобних вибухових пристроїв дало нове життя програмі ASV, тому що HMMWV виявилися вразливими для таких атак. До броньовані HMMWV не були розроблені як бронеавтомобілі як M1117, які була розроблені саме для захисту від стрілецької зброї, мін та ракет у фронтових підрозділах. Солдати які їх використовували, а також деякі конгресмени, які відвідували Ірак, вподобали ці машини серед інших машин з захистом від мін. На середину 2007 було поставлено 1729 машин і не лише ВП, а й чисельним військовим підрозділам в тому числі і Національній поліції Іраку.
Через зростання потреби армії США у цих машинах їх виробництво у середині 2000-х, збільшилося з одного БТР раз у три тижні до 56 машин на місяць. Завод-виробник розташований у Новому Орлеані був сильно пошкоджений ураганом Катріна. Заводські приміщення було відбудовано і збільшено до п'яти, а кількість робітників зросла вдвічі. Машина є сучасною версією V-100 Cadillac Gage Commando який використовувала ВП США під час війни у В'єтнамі, служба якого частіше зводилася до ескортування конвоїв. ВПС США використовували у Південному В'єтнамі машини без даху (без башти) Commando для охорони бази.
Варіант машини тестували у корпусі морської піхоти США як частину програми машин із захистом від мін і засідок (MRAP). 18 травня 2007, після невдалих випробувань на Абердинському полігоні, Textron отримала відмову у подальшій участі у програмі. Проте, на початку 2008, Textron отримала контракт на випуск 329 БТР на $228 млн. Вони будуть поставлятися з сучасними наборами захисту від осколків. Загальна кількість БТР які випущено і які ще будуть поставлені армії США складає 2058 машин.

## Конструкція
При вазі 15 тон, M1117 легший за 20 тонну БМП Stryker або 25 тонний БТР M2 Bradley. Він розганяється до 32 км/год за 7 секунд. Ширина складає 2,375 м у той час як ширина Bradley становить 3,594 м. Екіпаж має огляд на 360°. За розмірами і можливостями він стоїть між Humvee і Stryker. Бойове відділення має систему кондиціонування.

### Живучість
Броня машини розроблена щоб витримати кулі стрілецької зброї, міни та саморобні вибухові пристрої (СВП). Броньові плити корпусу встановлено під кутами, що дозволяє відбивати постріли з ручних протитанкових гранатометів (РПГ). Якщо РПГ не влучив у машину напряму, він все одно може нести загрозу, тому живучість екіпажу залежить від місця влучання РПГ. Броня розташована під кутом більше тривка ніж вертикальна броня через здатність V-подібних корпусів розсіювати вибухові сили, у той час як прямі корпуси повністю поглинають силу удару.
БТР в Іраку і Афганістані були атаковані СВП багато разів, деякі машини навіть декілька раз. Один БТР пройшов 45 км після того як вибухом СВП було знищено всі чотири покришки. Для захисту від хімічних і біологічних атак було розроблено систему фільтрації повітря, але вона не використовується через не достатню кількість масок для екіпажів. Кілька машин перекинулися. Солдати мали високий рівень живучості через те, що башта повністю закрита і не дає навіднику випасти. Проте, зафіксовано принаймні два смертельні випадки коли башту відірвало від корпусу. Через ці випадки Textron почали додавати ще 15 болтів у кріплення башти.[джерело?]

### Мобільність
Типовим для БТР є пересування, під час завдання: 50 % по головним дорогам, 30 % по другорядним дорогам та 20 % по пересічній місцевості. На машині встановлено трансмісію MD3560 Allison. Передня і задня підвіски незалежні та дають плавний хід по шосе на швидкостях до 110 км/год, машина може долати броди до 1,5 м глибиною, долати схили до 60 %, спускатися при 30 % і долати перешкоди висотою до 1,5 м. Радіус розвороту 8,4 м, а кліренс складає 46 см.
Літак C-17 може підняти на борт шість машин, у повному навантаженні і готових до висадки. Також гелікоптер CH-53E Super Stallion може перевозити одну машину.

## Варіанти
Відомі наступні варіанти які випускаються/знаходяться на службі:
- Командирський
- Ремонтна машина (Машина може буксирувати інший БТР або HMMWV)
- Розвідувально-дозорна машина (RSTA)
- Швидка допомога
- Бойова машина піхоти — на 61 см довша за БТР, з куполом де було розташовано кулемет або гранатомет замість башти, екіпаж 3 особи та десант 8 осіб.[12]
- M1200 Armored Knight FiST-V

### Варіант вогневої підтримки
22 жовтня 2013, Textron Marine & Land Systems представила нову версію сімейства M1117, який описаний як «Commando Select 90 mm Direct Fire armored vehicle». Він призначений, щоб заповнити зростаючу міжнародну потребу у броньованій дуже рухливій машині вогневої підтримки. Машину оснащено збройною системою CMI Defence Cockerill CSE 90LP, яка складається з гармати низького тиску 90 мм у низькопрофільній башті на двох осіб. Башта дає платформі M1117 можливість вести бій удень та уночі під час операцій від звичайних бойових дій до боротьби з повстанцями.

### Експортні варіанти
Болгарія використовує варіант БТР M1117 з кулеметом НСВТ замість M2. Не всі машини перероблені таким чином.
Іракські бронетранспортери ASV перероблені на транспорти.

## Оператори

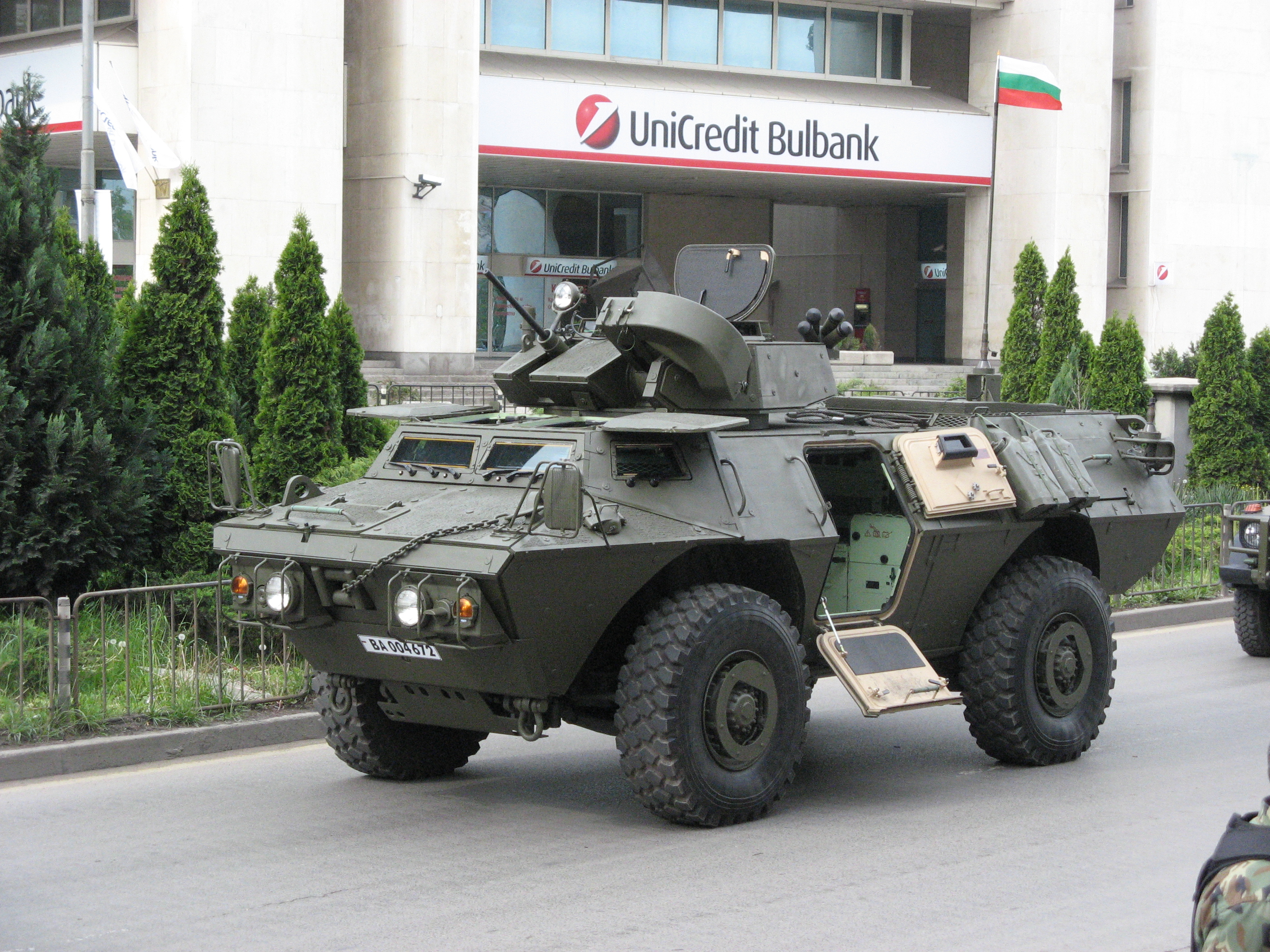
Болгарський M1117

Поточні
- Афганістан — 634 (ще 55 замовлено)[14]
- Болгарія — 23.[15]
- Греція — в 2021 році почнеться отримання 1200 машин з запасів американської армії[16].
- Канада — 500 (більший і важчий канадський варіант відомий як Textron Tactical Armoured Patrol Vehicle).
- Колумбія — 88, станом на грудень 2021 року
- Ірак — 264, (ще 60 було замовлено у квітні 2016) використовуються підрозділами Іракської Національної поліції.[17]
- США — 1,836. Загалом машину використовують підрозділи військової поліції США.
- Україна — 250 одиниць очікуються станом на вересень 2023 року[18].

Можливі
- Румунія — 200—400 машин буде побудовано на військовій фабриці у Куджирі.[19]

### Греція
Попередня угода про передачу 1200 машин М1117 була укладена в 2019 році. Початок постачання першої партії з 800 машин очікувався в березні 2020 року, згодом восени 2020 року, проте в результаті остаточну угоду було погоджено лише на початку 2021 року і постачання має розпочатись також в 2021 році.
Постачання Греції бронетранспортерів М1117 здійснюватиметься безоплатно, в рамках програми Міністерства оборони США з реалізації надлишкового військового майна Excess Defense Articles (EDA). При цьому Греція оплачує розконсервацію, ремонт, підготовку, дооснащення та транспортування техніки, а також підготовку особового складу. Машини будуть передані без зброї.
Перша партія була доставлена до Греції наприкінці листопада 2021 року. До кінця року очікується надходження 450 машин.
В травні 2022 року було офіційно передано ще 130 БТР M1117.

### Колумбія
Використовується армією, очікується замовлення такої ж кількості. Ці машини використовують як піхотні бронетранспортери, вони замовлені на додачу до БТР-80, інші 39 машин повинні бути прийняті на службу у 2012.
У серпні 2013 Textron підписав контракт на $31,6 млн на 28 БТР Commando з дистанційно-керованими баштами. Поставки розпочалися листопаді 2013 і закінчилися у квітні 2014.
4 квітня 2016 Міністерство оборони США заявило про замовлення Колумбією 54 нових БТР M1117.
На початку грудня 2021 року Збройні сили (ЗС) Колумбії отримали 20 бронетранспортерів М1117. Партія колісної бронетехніки прибула в Колумбію завдяки програмі США EDA (Excess Defense Articles — «Надмірне військове майно»).
Це перша частина із 145 бронетранспортерів, які будуть поставлені в першій половині 2022 року.
З появою цих машин Колумбія потроїть кількість бронетранспортерів, які будуть виконувати основну функцію доставки військ в небезпечні зони.
Ці машини поповнять парк з 68 бронемашин M1117 Guardian, що вже знаходяться на озброєнні колумбійської армії.

### Косово
В червні 2021 року США передали Збройним силам Косово 5 одиниць бронетранспортерів M1117.
Раніше Сполучені Штати вже передавали цій частково визнаній країні бронеавтомобілі HMMWV.

### Україна
Вперше про передання M1117 в рамках МТД для відбиття російської агресії оголошено в листопаді 2022 року. Машини мають пройти переобладнання.
У вересні 2023 року стало відомо, що для переоснащення машин може знадобитись ще 18 місяців (березень 2025 року), але американські посадовці розраховують на брифінг не пізніше 15 грудня 2023 року щодо можливостей прискорення постачання.
Перша машина в Україні була помічена в березні 2024.